# Mosheer Hanafi
Mosheer Hanafi (ur. 1 listopada 1969) – egipski piłkarz grający na pozycji obrońcy. W swojej karierze rozegrał 1 mecz w reprezentacji Egiptu.

## Kariera klubowa
W swojej karierze piłkarskiej Hanafi grał w klubie Al-Ahly Kair.

## Kariera reprezentacyjna
W reprezentacji Egiptu Hanafi zadebiutował 8 marca 1990 w przegranym 0:2 grupowym meczu Pucharu Narodów Afryki 1990 z Algierią, rozegranym w Algierze. Był to zarazem jego jedyny rozegrany mecz w kadrze narodowej.